# Aquário público

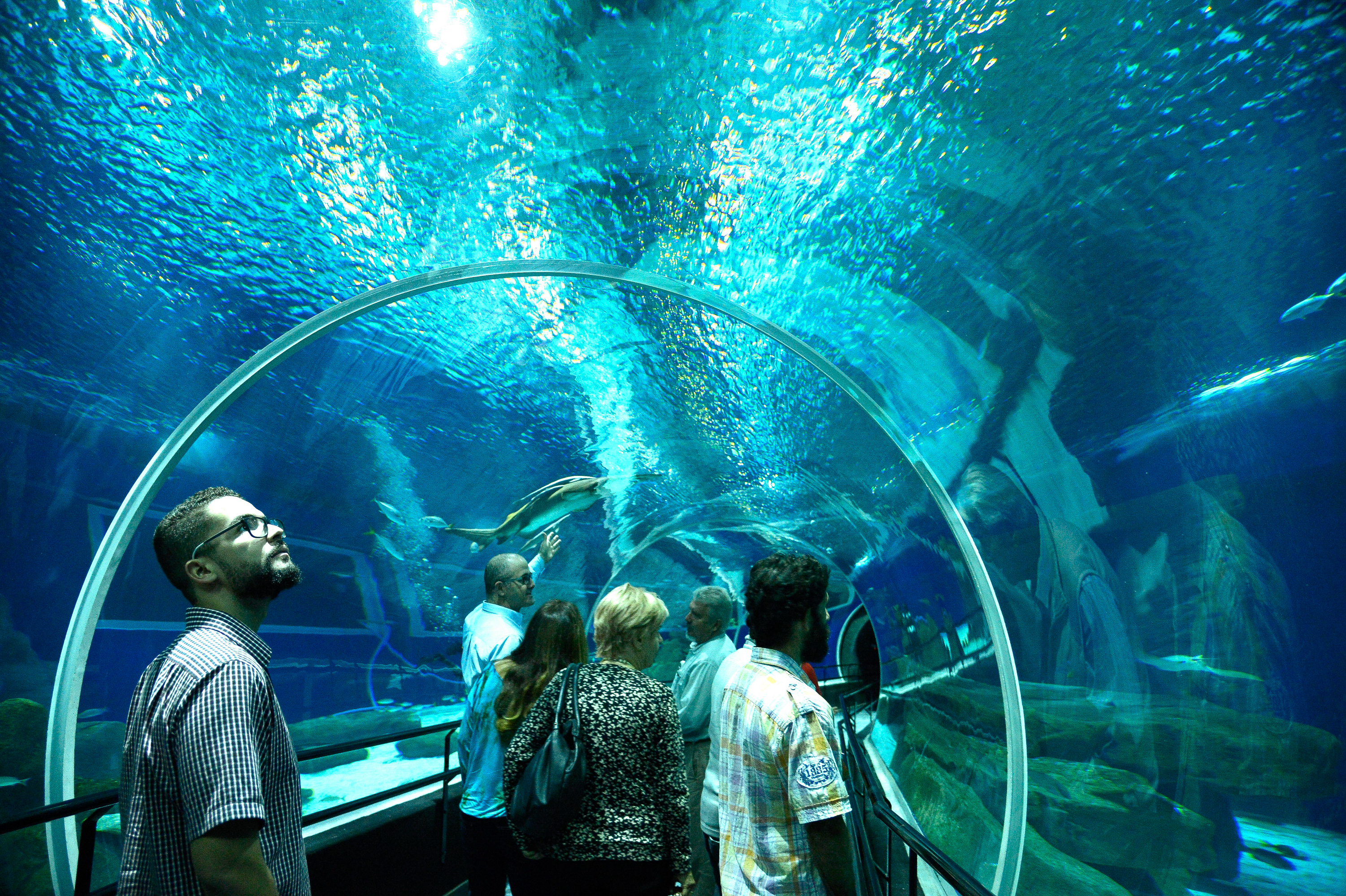
Túnel em um dos aquários do AquaRio, no Rio de Janeiro.

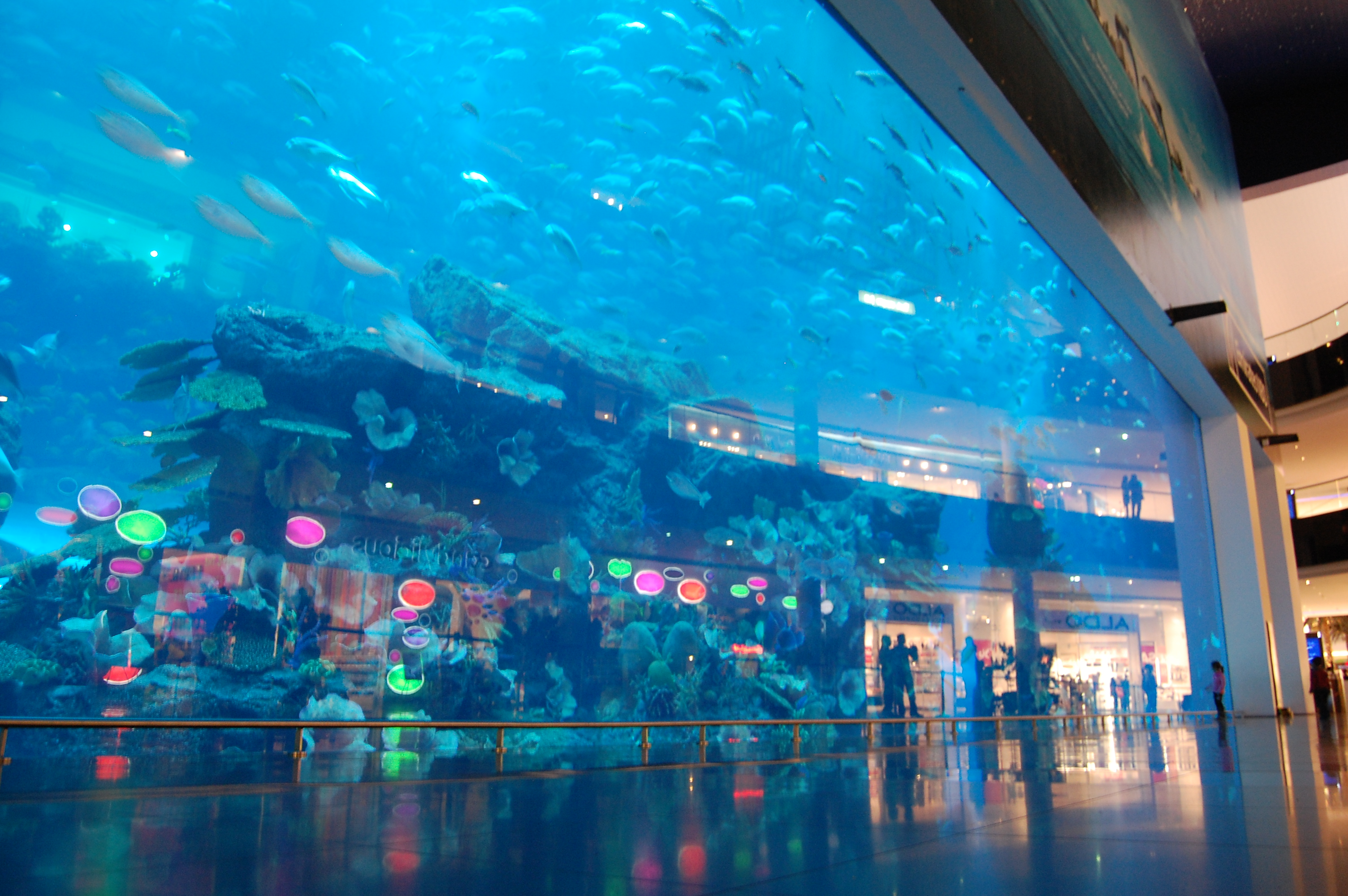
Aquário do Dubai Mall, em Dubai.

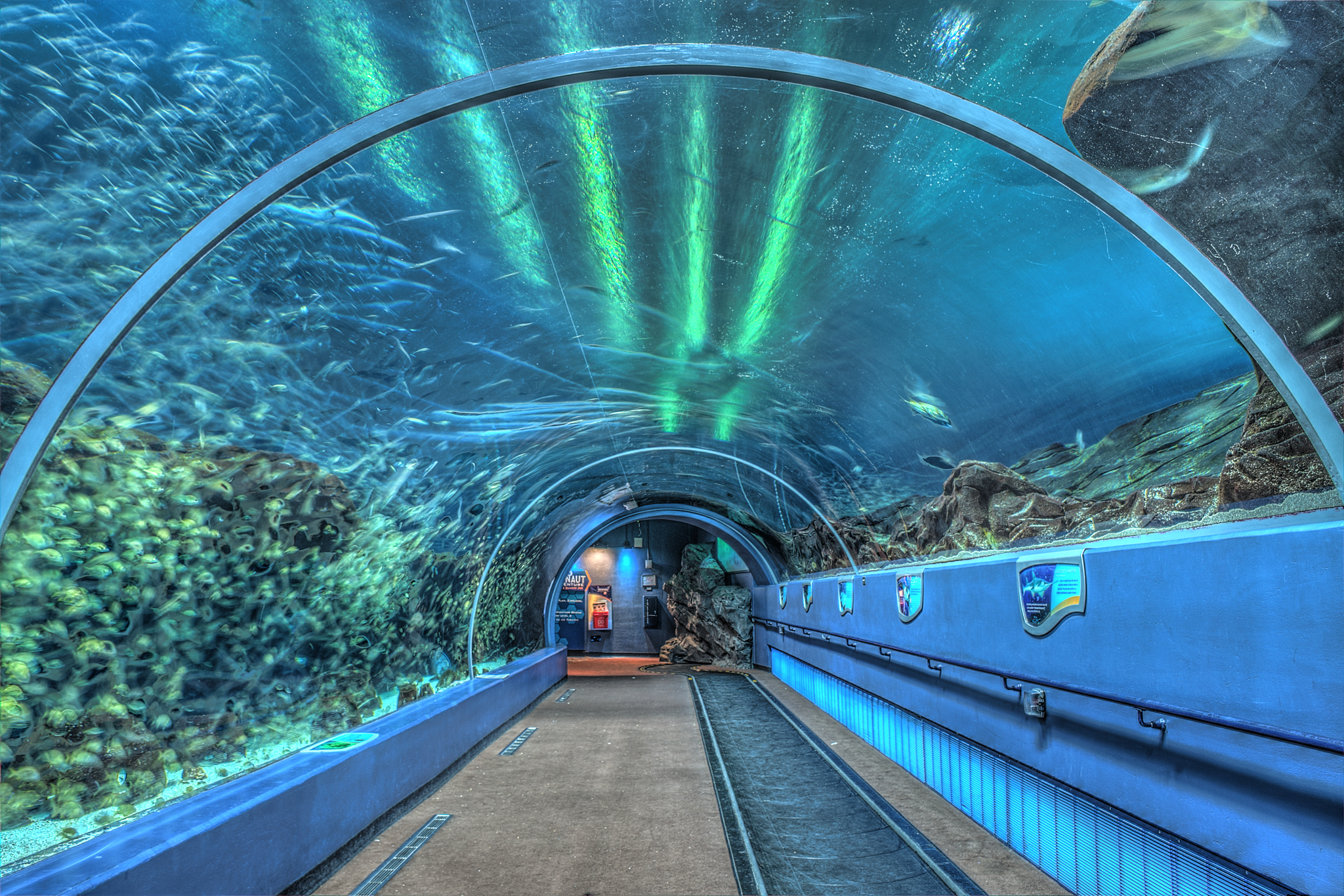
Georgia Aquarium, nos Estados Unidos.

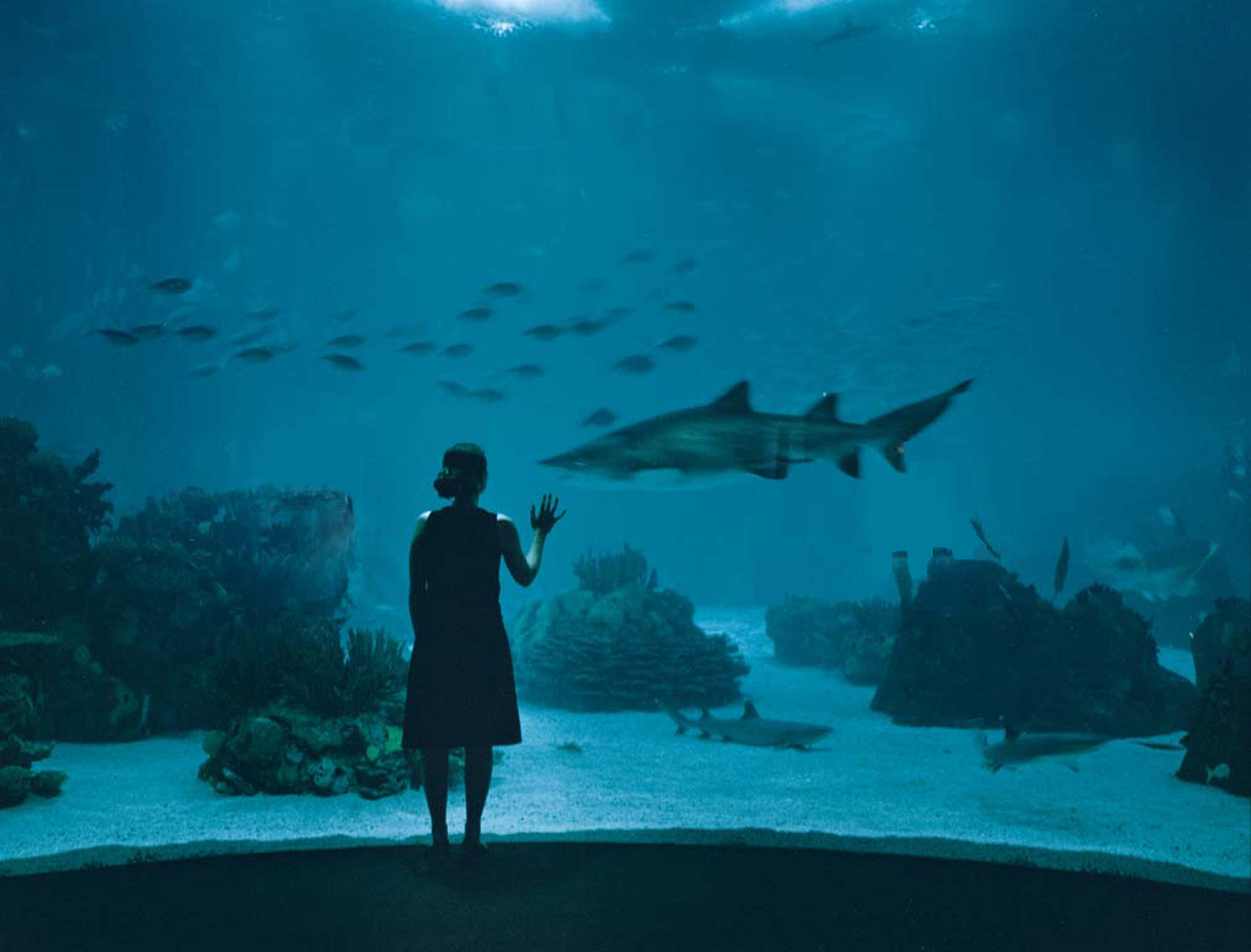
Oceanário de Lisboa, em Portugal.

Os aquários públicos são instalações abertas ao público para ver espécies aquáticas em aquário. A maior parte dos aquários públicos apresenta uma determinada quantidade de tanques menores , assim como um ou mais depósitos maiores. Os depósitos maiores têm capacidade de comportar milhões de litros de água e espécies grandes, incluindo golfinhos, tubarões ou baleias. Os animais aquáticos e semi-aquáticos (lontras, pinguins etc.), podem ser encontrados, também, em aquários públicos.

## História
O primeiro aquário público foi aberto no Zoológico de Londres em maio de 1853; o Fish House, como veio a ser conhecido, foi construído como uma estufa. P.T. Barnum rapidamente seguiu em 1856 com o primeiro aquário estadunidense como parte de seu famoso Barnum's American Museum, localizado na Broadway, em Nova York, até ser incendiado. Em 1859, os Aquarial Gardens foram fundados em Boston. Inúmeros aquários foram abertos na Europa, como o Jardin d’acclimatation em Paris e o Aquarium Salon em Viena (ambos fundados em 1860), o Marine Aquarium Temple como parte do Jardim Zoológico de Hamburgo (1864), bem como como aquários em Berlim (1869) e Brighton (1872).
O antigo Aquário de Berlim foi inaugurado em 1869. O local da construção seria Unter den Linden (ao longo de uma avenida principal), no centro da cidade, não no Zoológico de Berlim. O primeiro diretor do aquário, Alfred Brehm, ex-diretor do zoológico de Hamburgo de 1863 a 1866, serviu até 1874. Com ênfase em educação, o aquário público foi projetado como uma gruta, parte de rocha natural. O Geologische Grotte representava "os estratos da crosta terrestre". A gruta também contava com pássaros e piscinas para focas. O Aquarium Unter den Linden era um prédio de três andares. A instalação foi fechada em 1910.
O aquário Artis no Zoológico de Amsterdã, nos Países Baixos, foi construído dentro de um edifício vitoriano em 1882 e foi renovado em 1997. No final do século XIX, o aquário Artis era considerado uma obra-prima.

## Países lusófonos
Brasil
- AquaRio
- Aquário de São Paulo
- Aquário Municipal de Santos
- Aquário de Belo Horizonte
- Aquário Natal

Portugal
- Aquamuseu do Rio Minho
- Estação Litoral da Aguda
- Fluviário de Mora
- Oceanário de Lisboa
- Aquário Vasco da Gama